# Canton de Loikaw
Le canton de Loikaw (birman : လွိုင်ကော်‌မြို့နယ်) est un canton situé dans le district de Loikaw (en), dans la partie orientale de l'État de Kayah, en Birmanie. La ville principale se trouve à Loikaw. Le canton est divisé en 19 quartiers urbains au sein de la ville de Loikaw et 122 villages comprenant 12 parcelles villageoises.

## Démographie
Le recensement de 2014 en Birmanie (en) indique que le canton de Loikaw a une population de 128 401 habitants. La densité de population est de 82,9 personnes par km². Le recensement indique que l'âge médian est de 24,5 ans et qu'il y a 97 hommes pour 100 femmes. Il y a 26 495 ménages, la taille moyenne des ménages étant de 4,6.